# Dicranomyia (Dicranomyia) whitei monacha
Dicranomyia (Dicranomyia) whitei monacha is een ondersoort van de tweevleugelige Dicranomyia (Dicranomyia) whitei uit de familie steltmuggen (Limoniidae). De ondersoort komt voor in het Australaziatisch gebied.